# Бакай (Аризона)
Бакай (англ. Buckeye) — місто (англ. city) в США, в окрузі Марікопа штату Аризона. Населення — 91 502 особи (2020).

## Географія
Бакай розташований за координатами 33°25′48″ пн. ш. 112°38′50″ зх. д. / 33.43000° пн. ш. 112.64722° зх. д. (33.430118, -112.647138). За даними Бюро перепису населення США у 2010 році місто мало площу 972,26 км², з яких 971,91 км² — суходіл та 0,34 км² — водойми.

### Клімат
| Клімат : Бакай          | Клімат : Бакай | Клімат : Бакай | Клімат : Бакай | Клімат : Бакай | Клімат : Бакай | Клімат : Бакай | Клімат : Бакай | Клімат : Бакай | Клімат : Бакай | Клімат : Бакай | Клімат : Бакай | Клімат : Бакай | Клімат : Бакай |
| Показник                | Січ.           | Лют.           | Бер.           | Квіт.          | Трав.          | Черв.          | Лип.           | Серп.          | Вер.           | Жовт.          | Лист.          | Груд.          | Рік            |
| Абсолютний максимум, °C | 37,8           | 33,3           | 38,3           | 41,1           | 46,1           | 50,0           | 51,7           | 48,9           | 48,3           | 42,2           | 35,6           | 30,6           | 51,7           |
| Середній максимум, °C   | 20,2           | 22,9           | 25,9           | 30,7           | 35,5           | 41,0           | 42,4           | 41,3           | 38,3           | 32,2           | 24,9           | 20,1           | 31,3           |
| Середній мінімум, °C    | 2,6            | 4,7            | 7,0            | 9,8            | 14,2           | 18,5           | 23,4           | 23,1           | 18,9           | 11,7           | 5,2            | 2,1            | 11,8           |
| Абсолютний мінімум, °C  | −11,7          | −7,8           | −6,7           | −1,7           | 0,0            | 5,6            | 9,4            | 8,9            | 5,0            | −3,3           | −6,7           | −11,1          | −11,7          |
| Днів з дощем            | 3,4            | 3,1            | 4,0            | 1,5            | 0,8            | 0,4            | 2,0            | 4,1            | 2,4            | 2,3            | 1,9            | 3,1            | 29,0           |
| ----------------------- | -------------- | -------------- | -------------- | -------------- | -------------- | -------------- | -------------- | -------------- | -------------- | -------------- | -------------- | -------------- | -------------- |
| Джерело: NOAA           |                |                |                |                |                |                |                |                |                |                |                |                |                |

## Історія

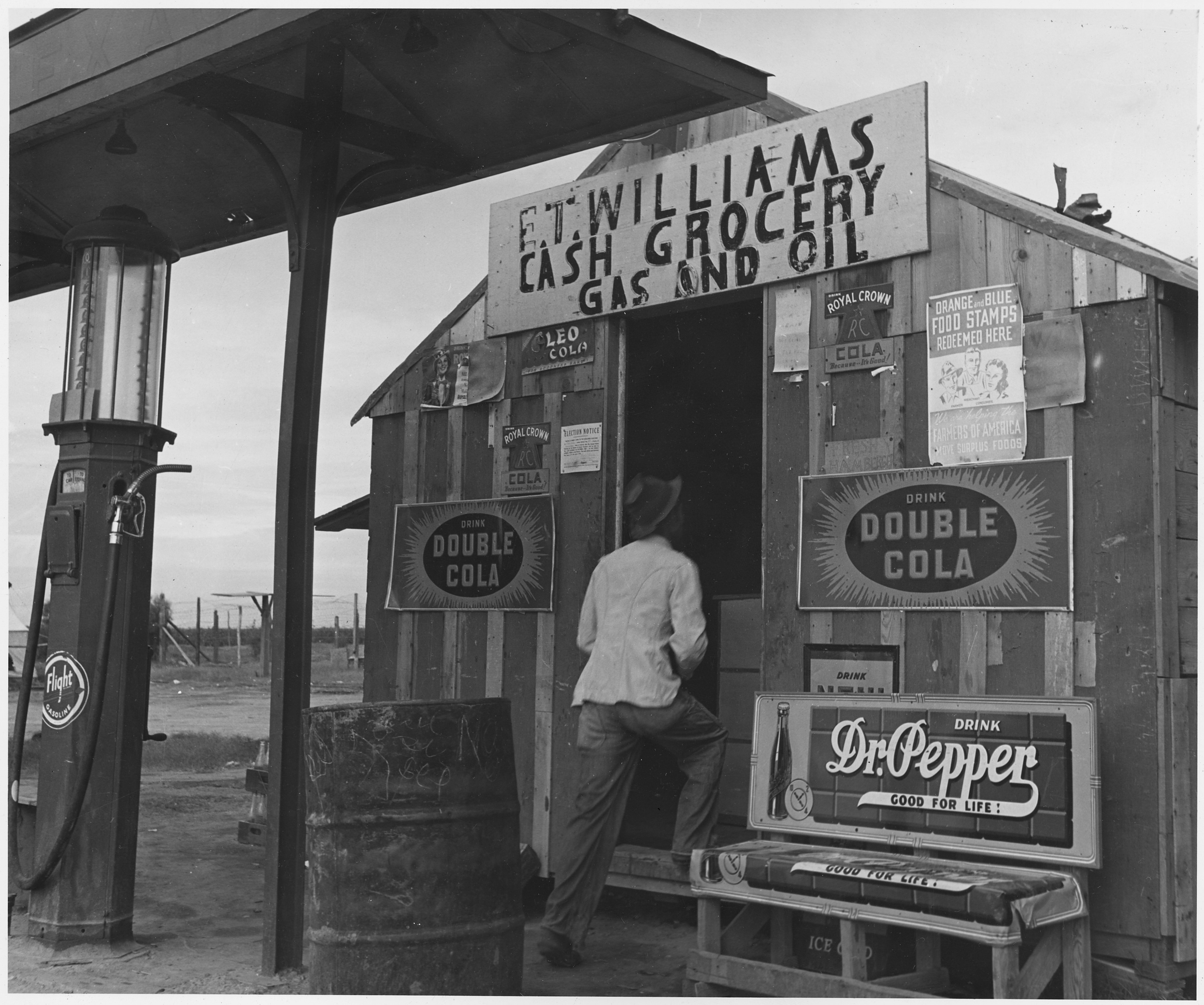
Магазин в таборі для мігруючих збирачів бавовни поблизу Бакая, 1940 р. Світлина Доротеї Ланж

У 1877 році Томас Ньют Клентон вирушив з Крестона, штат Айова у супроводі шістьох чоловіків, трьох жінок і десяти дітей, до Аризони. Клентон мав проблеми зі здоров'ям і вважав, що клімат Аризони міг би поліпшити його стан. Мандрівники оселилися недалеко від району, який зрештою став містом Бакай. Клентон жив в Аризоні ще 49 років до своєї смерті у віці 82 років.
Розвиток поселення отримав свій перший великий поштовх з будівництвом каналу Бакай. У 1884 р. Малін Монро Джексон, разом з Джошуа Л. Спейном і Генрі Мітчеллом, почали будувати канал. Джексон назвав канал на честь озера у своєму рідному штаті Огайо «Бакай». Будівництво було завершене в 1886. У 1887 році Клентон домагається поштового відділення, яке було створений в новому співтоваристві, і в 1888 році Поштова служба Сполучених Штатів задовольнила клопотання. Клентон назвав нове місто Сідней, хоча, чому він вибрав це ім'я залишається загадкою. Однак, через значущість каналу, з плином часу місто стало відомим як Бакай, і назву було змінено на юридичну у 1910 році.
У 1910 році Східно-Аризонська залізниця прийшла до Бакая, в 1911 році, перший автомобіль, а до 1915 року шосе.

## Демографія
Згідно з переписом 2010 року, у місті мешкало 50 876 осіб у 14 424 домогосподарствах у складі 11 498 родин. Густота населення становила 52 особи/км². Було 18 207 помешкань (19/км²).
Расовий склад населення:
| - 65,7 % — білих - 7,1 % — чорних або афроамериканців - 1,8 % — корінних американців - 1,8 % — азіатів - 0,2 % — вихідців з тихоокеанських островів - 19,3 % — осіб інших рас |

До двох чи більше рас належало 4,2 %. Частка іспаномовних становила 38,3 % від усіх жителів.
За віковим діапазоном населення розподілялося таким чином: 30,6 % — особи молодші 18 років, 62,7 % — особи у віці 18—64 років, 6,7 % — особи у віці 65 років та старші. Медіана віку мешканця становила 30,7 року. На 100 осіб жіночої статі у місті припадало 120,1 чоловіків; на 100 жінок у віці від 18 років та старших — 127,9 чоловіків також старших 18 років.
Середній дохід на одне домашнє господарство становив 67 786 доларів США (медіана — 58 939), а середній дохід на одну сім'ю — 72 349 доларів (медіана — 64 795). Медіана доходів становила 41 935 доларів для чоловіків та 36 699 доларів для жінок. За межею бідності перебувало 14,8 % осіб, у тому числі 21,3 % дітей у віці до 18 років та 9,7 % осіб у віці 65 років та старших.
Цивільне працевлаштоване населення становило 20 937 осіб. Основні галузі зайнятості: освіта, охорона здоров'я та соціальна допомога — 21,0 %, роздрібна торгівля — 16,0 %, транспорт — 11,3 %, науковці, спеціалісти, менеджери — 10,7 %.